# Torsten Sandström
Torsten Sandström, född 29 januari 1945, är en svensk jurist och professor emeritus i civilrätt och läroboksförfattare.

## Karriär
Sandström disputerade 1979 vid Lunds universitet på en avhandling om arbetsgivares privatjustis mot sina anställda. Han har själv betecknat avhandlingen som marxistiskt influerad. Han utnämndes 2010 till professor i civilrätt vid Lunds universitet.
Sandström har skrivit flera läroböcker inom områdena arbetsrätt och associationsrätt, framför allt Svensk aktiebolagsrätt och Handelsbolag och enkla bolag på Wolters Kluwers förlag.

## Övriga engagemang
Sandström är krönikör på nättidningen Bulletin och driver själv Anti-pk-bloggen. där han argumenterar emot vänsterpolitik och det han ser som destruktiv politisk korrekthet (PK).